# Zink-luchtbatterij

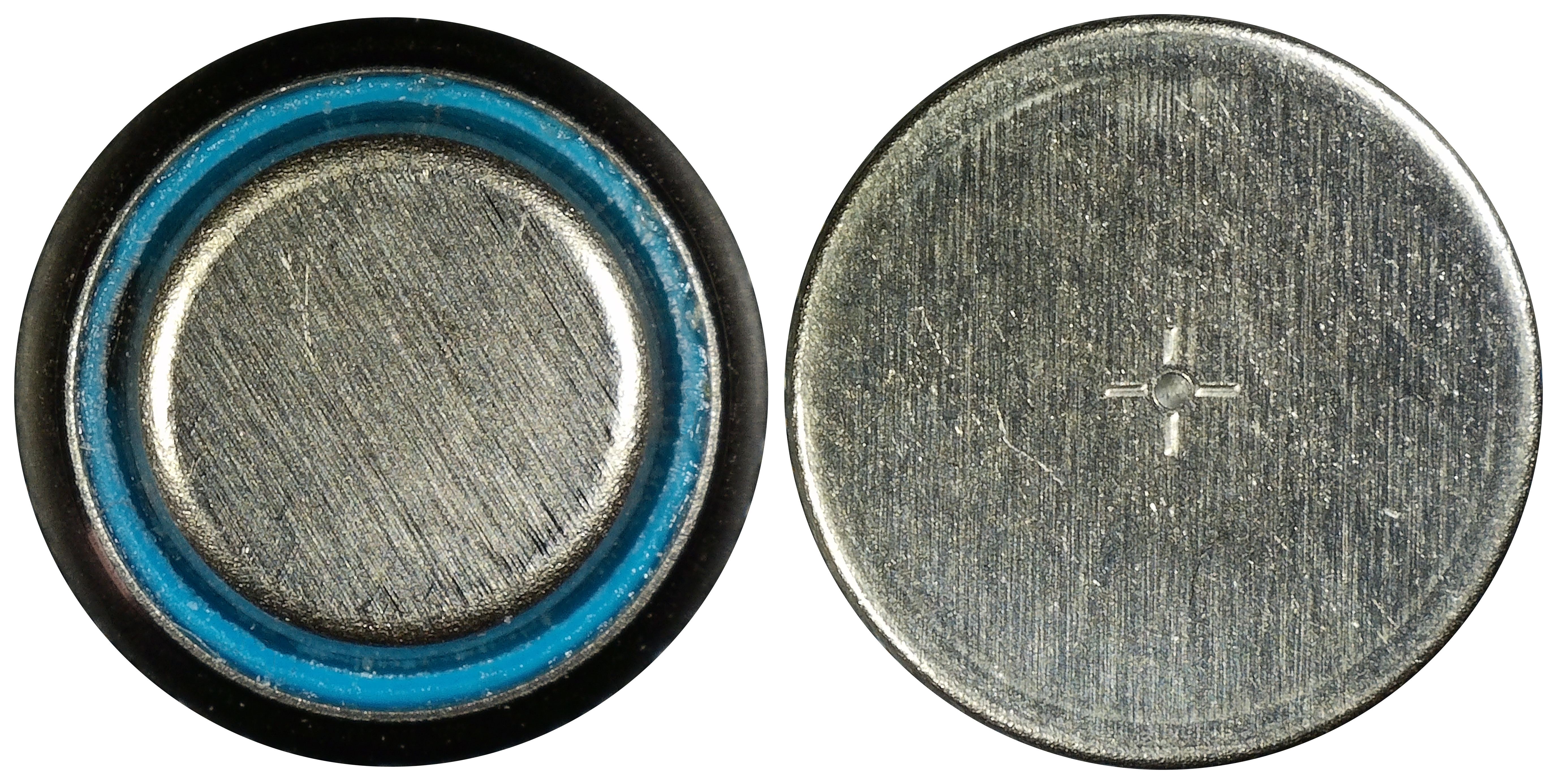
Zink-luchtbatterij

Een zink-luchtbatterij is een bijzonder type knoopcel dat gebruikmaakt van een elektrochemisch proces met lucht om elektrische energie op te wekken. Ze zijn een populaire keuze in gehoorapparaten waarin een langdurige en betrouwbare stroombron vereist is.

## Werking
De positieve elektrode van een zink-luchtknoopbatterij is gemaakt van poreus koolstofmateriaal verzadigd met een zoutoplossing die zinkionen bevat. De negatieve elektrode bestaat uit zink. De zuurstof in de lucht fungeert als de kathode (positieve elektrode) in dit systeem.
Het elektrochemische proces in een zink-luchtbatterij omvat de oxidatie van zink aan de negatieve elektrode (er wordt zinkoxide gevormd) en de reductie van zuurstof aan de positieve elektrode. Hierbij worden elektronen gegenereerd, wat resulteert in elektrische stroom.

## Toepassingen
Zink-luchtbatterijen worden vaak gebruikt in apparaten met een laag vermogen, zoals gehoorapparaten. Ze bieden een langdurige en betrouwbare stroombron voor dergelijke toepassingen. Deze batterijen zijn ideaal vanwege hun lange levensduur en de mogelijkheid om snel te reageren op de variabele stroombehoeften van dergelijke apparaten.
Ze zijn voorts milieuvriendelijk omdat ze geen schadelijke chemicaliën bevatten.

## Beperkingen
Zink-luchtbatterijen hebben enkele beperkingen, zoals gevoeligheid voor vochtigheid. Het zink in de batterij kan reageren met waterdamp in de lucht, wat de prestaties kan beïnvloeden. Ook zijn ze meestal niet oplaadbaar en moeten ze worden vervangen wanneer ze leeg zijn.